# Groningen-protocol
Het Groningen-protocol is een tekst die in september 2004 werd opgesteld door artsen van de afdeling neonatologie van het Academisch Ziekenhuis Groningen (tegenwoordig UMCG genoemd), onder leiding van Eduard Verhagen. Het geeft richtlijnen en criteria waarmee artsen "levensbeëindiging van pasgeborenen" kunnen uitvoeren in geval van ondraaglijk en uitzichtloos lijden, zonder gevaar van strafvervolging. Het woord euthanasie wordt vermeden, omdat de Nederlandse euthanasiewetgeving alleen van toepassing is als iemand zelf om euthanasie vraagt.
Het protocol wil artsen procedures aanreiken voor een juiste besluitvorming en eventuele uitvoering. Door deze kwaliteitsbewaking hoopt het tegelijk grotere openheid te bereiken: in 2004 werd slechts een minderheid van het geschatte jaarlijkse aantal van 15 à 20 gevallen van levensbeëindiging van pasgeborenen in Nederland als zodanig gemeld door de arts – een teken van onzekerheid over de gevolgde procedures en angst voor strafvervolging.
Het voorstel van Verhagen werd door het Openbaar Ministerie in Groningen goedgekeurd en in juli 2005 door de Nederlandse Vereniging voor Kindergeneeskunde overgenomen.
Buiten Nederland werd het protocol voornamelijk negatief ontvangen en de indruk gewekt dat artsen, in plaats van de ouders van de pasgeborene, de "end-of-life"-beslissing nemen. Tevens zagen sommige internationale media (onder andere in de Verenigde Staten) in het protocol het bewijs dat het Nederlandse euthanasiebeleid steeds grimmiger vormen aannam nu ook wilsonbekwamen geëuthanaseerd werden.
Los hiervan stelden twee patiëntenorganisaties in 2006 dat levensbeëindiging vanwege een verwachte slechte kwaliteit van leven in strijd zou zijn met het 'recht op leven' en dat dit een "universeel geaccepteerde visie is" en dat zelfs bij levensbedreigende stoornissen, het onmogelijk is kwaliteit van leven in te schatten.
De melding van medisch ingrijpen krachtens het Groningen-protocol was in 2007 en 2008 miniem. Dit wordt toegeschreven aan de sindsdien standaard uitgevoerde echografie in de 20e week van de zwangerschap. Zware misvormingen zoals open ruggetje worden nu geconstateerd in de fase waarin abortus provocatus wettelijk is toegestaan.
Het Groningen-protocol geldt voor kinderen jonger dan 1 jaar. Verhagen en enkele andere artsen en ouders bepleitten in 2014 om ook een regeling te maken voor kinderen tussen de 1 en 12 jaar (volgens de wet is euthanasie alleen toegestaan bij kinderen van 12 jaar en ouder).
In april 2023 heeft het kabinet besloten dat er een regeling komt voor de levensbeëindiging van ernstig zieke en onbehandelbare kinderen van 1 tot 12 jaar.